# Урус-Мартановский район
Уру́с-Марта́новский райо́н (чечен. Хьалха-Мартанан кIошт) — административно-территориальная единица и муниципальное образование (муниципальный район) в составе Чеченской Республики Российской Федерации.
Административный центр — город Урус-Мартан.

## География
Урус-Мартановский район находится в центральной (предгорной) части Чеченской Республики.
Площадь территории района составляет 1138,82 км² (до 1 января 2020 года она составляло 649,15 км²). Протяженность территории с запада на восток — 33 км, а с севера на юг — 35 км.
На севере граничит с Грозненским районом и землями городского округа города Грозного, на востоке с Шалинским и Шатойским районами, на юге — с Итум-Калинским районом и на западе — с Ачхой-Мартановским районом.
Населенные пункты Алхазурово, Гой-чу, Мартан-Чу, Танги-чу, Рошня, Гехи-чу и Шалажи расположены в непосредственной близи предгорной зоны.
В районе 8 рек и речек: река Сунжа протекает по границе с г. Грозный. Реки: Мартан, Танги, Рошня, Гехи, Гойта, Шалажи — впадают в реку Сунжа, берут свое начало в горах. По территории района протекает и Аргунский водоканал, на границе с Шалинским районом протекает река Аргун.
| Реки          | Горы                | Хребет              | Озера     |
| ------------- | ------------------- | ------------------- | --------- |
| Сунжа         | Черген — 938,5 м    | Лесистый (Аржа Арц) | Гехичу-Ам |
| Мартан        | Ночкорт — 817,9 м   | Мескендук           |           |
| Рошня         | Гамыркорт — 842,8 м |                     |           |
| Гехи          | Гамырберт — 877,4 м |                     |           |
| Малая Рошня   | Мескендук — 887,2 м |                     |           |
| Большая Рошня | Мамышасты — 807 м   |                     |           |
| Танги         | Тамыш — 836 м       |                     |           |
| Шалажа        | Гой — 970 м         |                     |           |
| Гойта         |                     |                     |           |
| Гойчу         |                     |                     |           |
| Энгалхи       |                     |                     |           |
| Валерик       |                     |                     |           |
| Гой           |                     |                     |           |

## Флора и фауна
В число чеченских заказников входит Урус-Мартановский охотничий заказник, который был организован в горной лесной зоне Урус-Мартановского и Советского районов в 1970 году. Площадь его составляет около 31 тысячи гектаров, основная часть которой занята лесными насаждениями с включениями пастбищ и сенокосов.
В лесах произрастают бук, граб, ясень, липа, клен, дуб, сосна. Также встречаются плодовые культуры: черешня, яблоня, груша. Также здесь можно встретить каштановые и ореховые рощицы. Фауну заказника составляют такие редкие виды, как бурозубка Радде, кот лесной, выдра кавказская, медведь бурый, беркут, филин, гадюка степная и другие.
В ходе боевых действий на территории Чеченской Республики, был нанесен непоправимый ущерб природному фонду республики. В 2019 году, Рамзан Кадыров стал автором специальной программы по восстановлению дикой природы. Для реализации данной программы, в том числе и в Урус-Мартановский заказник было свезено из Алтайского края сотня голов пятнистых оленей.

## История

### Образование Урус-Мартановского района

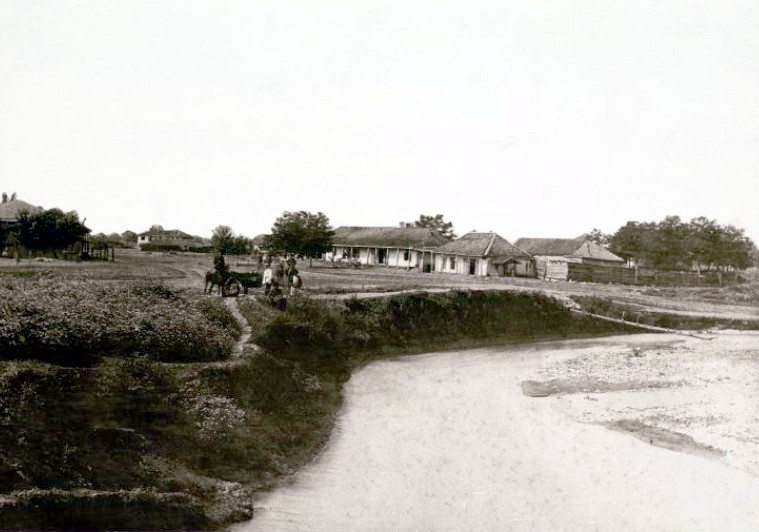
Аул Урус-Мартан в Чечне. 1880-е — начало 1890-х

Основные поселения нынешнего Урус-Мартановского района формировались у прибрежья рек: Урус-Мартан на реке Марта, различными тейпами чеченского общества из Нохчой Мохка. Так в середине XVII века было заложено три поселения: Марта, Гендаргной-котар и Батал-къотар на месте, где сейчас располагается город Урус-Мартан. В 1722 году жители вынуждены отступить к Сунже в результате натиска царской армии, где основали аул Чача. В 1758 году этот аул был уничтожен войсками под командованием кизлярского коменданта Фрауендорфа. Тогда же население отступила к своим родовым хуторам. В начале XIX века возникло поселение Урус-Мартан, разросшееся из пяти аулов: Марта, Гендаргной-къотар, Батал-къотар, Беной-къотар и Пешхой-къотар.
Урус-Мартановский район по праву можно считать основанным 29 мая 1862 году согласно положению об управлении терской областью, несмотря на некоторые изменения в последующие десятилетия наиболее существенные черты административной системы управления сохранялись неизменными вплоть до 1917 г. в виде наибства (участка, округа и района).
Согласно «Положению об управлении терской областью», Терская область сначала была разделена на восемь округов: Кумыкская, Ингушская, Чеченская, Аргунская, Ичкеринская, Осетинская и Нагорная. Дальше, эти округа делились на участки, на основании которых в последующем создавались районы.
Урус-Мартановский участок-наибство входил в состав Чеченского округа. Согласно Терскому календарю за 1899 года, при создании временных штатов военно-народных управлений терской области, за Урус-Мартановским участком (с местопребыванием участкового начальника в селе Урус-Мартан) закреплены селения и хутора: Урус-Мартан, Гойты, Гехи, Шалажи, Шама-Юрт, Ачхой, Катыр-Юрт, Валерик, Хадис-Юрт, Кулары, Алхан-Юрт, Мереджой-Берем (при нём хутор Чужи-Чу).
В апреле 1920 году, после установления советской власти, были проведены работы по районированию. 8 марта 1926 году, Президиум ВЦИК постановил районное деление автономной Чеченской области и утвердил между всего прочего Урус-Мартановский район с административным центром с. Урус-Мартан.
После депортации чеченцев и ингушей и упразднения Чечено-Ингушской АССР в 1944 году, Урус-Мартановский район был переименован в Красноармейский район.
В 1957 году, с восстановлением Чечено-Ингушской АССР, району было возвращено его прежнее название.
1 января 2020 года в Урус-Мартановский район передаётся часть территории Грозненского района с селом Старые Атаги, а также ненаселённая часть территории Старо-Ачхойского сельского поселения Ачхой-Мартановского района.

### Период Кавказских войн

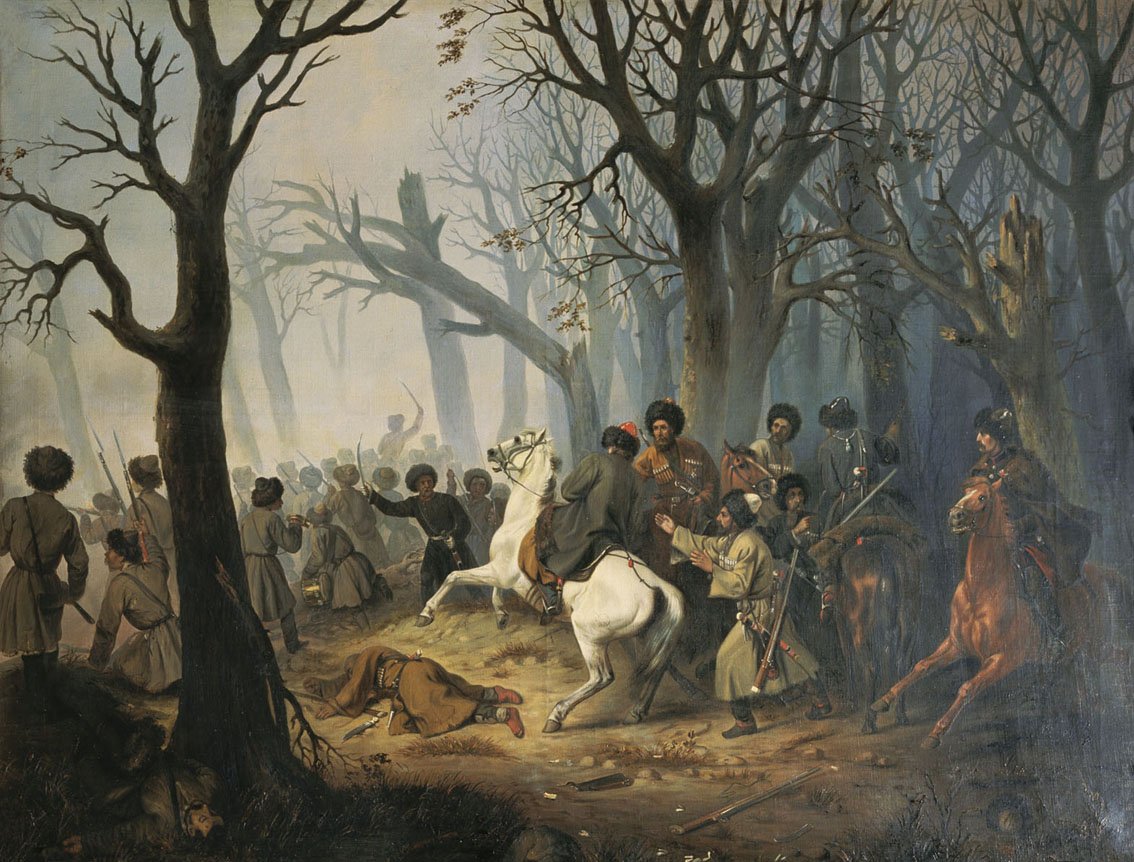
А. А. Козлов «Смерть генерал-майора Слепцова в бою на берегу реки Гехи 10 декабря 1851 года»

Урус-Мартановский район с конца XVIII века превратился в крупный политический и ремесленный центр Чечни и играл ключевую роль на ход Кавказских войн. Для поселений района это привело к интенсивным нападениям, разорениям и уничтожениям со стороны царских войск. В сентябре 1807 года, после нескольких поражений в боях с войсками генералов Булгакова и Гудовича, Таймиев Бейбулат и Чулик Гендаргеноев вынуждены приостановить военные действия и формально признать зависимость от России.
В начале мая 1820 года, Царская администрация для установления контроля над Малой Чечнёй возвела в Урус-Мартане редут. С 1 по 5 февраля 1822 году, в результате провала плана контролировать Малую Чечню, полковник Греков организовал нападение на Урус-Мартан и Гойты, сожгли село и взяли заложников.
В январе 1825 года Урус-Мартан, Гойты и Гехи вновь было сожжены войсками Грекова. В следующем 1826 году села подвергнуты непрерывным атакам отрядов генерала Ермолова. Большие разрушения Урус-Мартану принесло и вторжение огромной армии генерал-барона Розена в августе в 1832 году. 14 июля 1831 года, в землях современного Урус-Мартановского района, недалеко от укрепления Танги-Чу, свою смерть встретил герой Кавказской войны — Бейбулат Таймиев, он был настигнут врасплох и убит в спину кровником аксаевским князем Салат-Гиреем за убийство своего отца Мехти-Гирея.
В начале 1840 года вместе с Джаватханом Даргоевским и Шоипом Центороевским организовал всеобщее восстание чеченцев. Поводом этого послужило стремление царской администрации разоружить чеченцев.
Потерпевший поражение в Ахульго и скрывавшийся в это время в горах Чечни имам Дагестана Шамиль В 1839 году царское командование считало, что с Шамилем окончательно покончено. Об этом свидетельствует рапорт генерала Граббе, отправленный сразу после победы в Битве при Ахульго. В нём он сообщает, что 

Партия Шамиля истреблена до основания, а сам Шамиль, скитаясь одиноким в горах, должен только думать о своем пропитании и о спасении собственной жизни.
Шамиль воспользовался сложившейся ситуацией, начав переговоры с Исой Гендаргеноевским — одним из главных претендентов на роль лидера восставших чеченцев. После длительных переговоров при активном содействии Ахбердила Мухаммеда и известного алима Атабая Атаева Шамилю удалось склонить его на свою сторону. Затем была достигнута договоренность, что в Урус-Мартане пройдет съезд чеченских военачальников и алимов, куда будет приглашен и Шамиль.
В качестве гарантий своей безопасности, перед появлением в Урус-Мартане, Шамиль попросил прислать к нему заложников. Жители Урус-Мартановского района направили к Шамилю малолетних детей. Оказавшись в неловком положении, Шамиль вернул детей обратно.
В начале 1840 года Шамиль прибыл в Урус-Мартан.
7 марта 1840 году, в Урус-Мартане прошел съезд чеченского народа, на котором Шамиль был провозглашен Имамом Чечни и Дагестана.
Зять Шамиля Абдурахман из Газикумуха писал по этому поводу следующее: 

В Чечне храбростью известны жители Кихи, Мартана и Шубута. Поистине они храбрые люди и они дали Шамилю приют после поражения в Ахульго. Если бы Аллах Всевышний с их помощью не сохранил ему жизнь, то его дело закончилось бы плохо.

— Абдурахман из Газикумуха. Книга воспоминаний
Урус-Мартановский район в составе Имамата стал центром наибства Малой Чечни, опорой и главным перевалочным пунктом зерна из степных полей в горных аулов. 17 февраля 1850 г. — отряд под начальством полковника Н. П. Слепцова разорил вновь застроенные чеченские аулы по нижнему течению рек Валерик, Гехи и Рошни.
В течение 1840—1845 гг. район Урус-Мартана являлся ареной ожесточенных военных действий. В декабре 1845 — январе 1846 гг., воспользовавшись ослаблением сил горцев в Малой Чечне, генерал-лейтенант Фрейтаг произвел рубку леса по берегах рек Мартан-Хи, Гойта и Гехи. 3 августа 1848 г. генерал-адъютант Воронцов путем изгнания местных жителей из Урус-Мартана возвел русскую крепость. Возведенное укрепление Воронцовым в районе Урус-Мартана сильно ударили по экономической составляющей Имамата. В течение 1848—1851 гг. вокруг этой крепости происходили бои между чеченцами и отрядами генералов Слепцова, Барятинского, Козловского, и Нестерова. Отряды горцев заставили царское командование оставить и отступить из крепости. Попытка в начале декабря 1851 году восстановления крепости и захвата Урус-Мартана царской армии под командованием генерал-майора Слепцова провалилась, отряд войск почти полностью уничтожен под Гехами, а генерал-майор Слепцов убит в ходе боя.
Весной 1858 года вся территория Малой Чечни, включая территории современного Урус-Мартановского района, оказалась под контролем Царских войск в результате широкомасштабного наступления. С 1860-х годов. в селе Урус-Мартан действовал один из крупнейших в Чечне хлебных рынков.

### Период СССР и участие в Гражданской войне

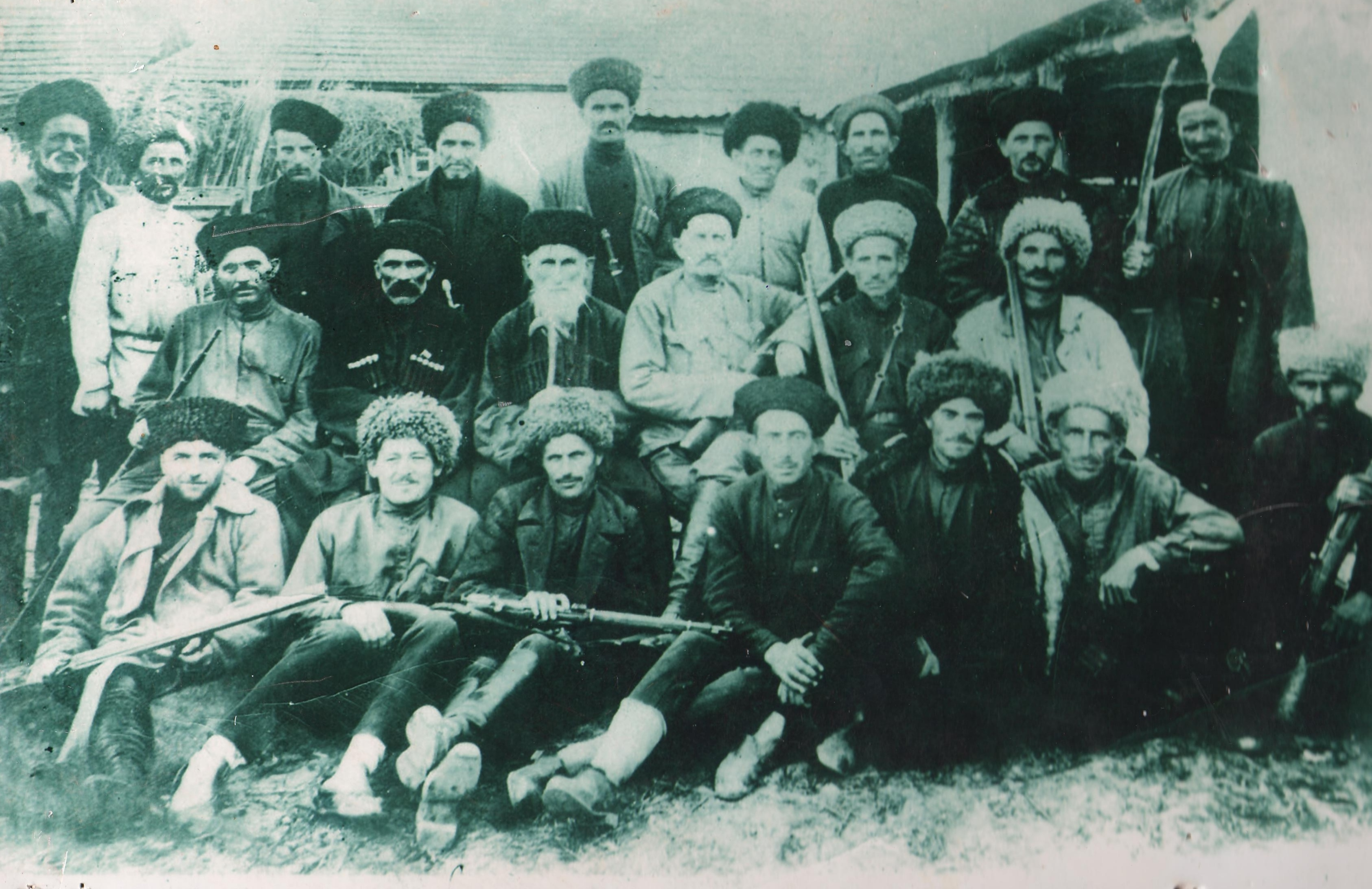
Чеченцы — участники Алханюртовского и Гойтинского сражений

В годы революции Урус-Мартановский район становится революционным центром Чечни. В январе 1918 года в Урус-Мартане состоялся общенациональный съезд народа, где состоялось избрание Чеченского национальный Совет. Влияние духовенства на Совет было несоизмеримо выше у группировок шейхов (Билу-Хаджи Гайтаев и Солса-Хаджи Яндаров из Урус-Мартана) требовавших вести в Чечне теократическую форму правления при которой верховная власть должна была принадлежать Совету высших духовных лиц — улемов. В противовес стоял общественный деятель, офицер и нефтепромышленник Тапа Чермоев, выступавший за сближение с казачеством, который входе съезда был освистан и оттеснен консерваторами на второй план. Ибрагим Чуликов будучи во главе с консервативно настроенной частью советских деятелей поддержал группу шейхов и улемов. Со временем влияние духовенства усилилось настолько сильно, что новый Чеченский Национальный Совет стал называться на «исламский» лад — меджлисом.
Жители Урус-мартановского района принимают активное участие в сражениях против белогвардейцев на стороне Красных в том числе и под предводительством Билу-Хаджи Гайтаева. Осенью 1918 году, белогвардейское войско пересекла границу Чечни. в начале 1919 году, Добровольческая армия на Северном Кавказе, 1-й Кубанский корпус во главе с командующим Кавказской армией генерал-лейтенантом Покровским В.Л. нанесла ряд поражений 11-й армии красных, и захватила г. Грозный.
Попытки проведения мирных переговоров с чеченцами со стороны белогвардейского командования провалилось. Гойтинским советом была сформирована Чеченская Красная армия под командованием Асланбека Шерипова. Генерал Н. П. Шатилов был назначен для проведения операции против остатков войск Красной Армии и подавления сопротивления чеченцев. В Феврале 1919 году чеченцы нанесли серьёзное поражение 1-й конной дивизии под командованием Н. П. Шатилова в Гойтинском сражении. Большие потери вынудили Шатилова отступить в Грозный. Вскоре после поражения Шатилов направился в окрестности Гойты для рекогносцировки и был ранен. Генерал Шатилов был заменен на Полковника Пушкина, который повторил ошибки своего предшественника и был убит в бою под селом Гойты.
После ряда поражения, белогвардейцы стали совершать рейды на другие чеченские сёла, не рискнув при этом больше нападать на Гойты. В конце марта 1919 году, белогвардейцы осадили аул Алхан-юрт. Несколько дней до прямого столкновения, село обстреливалось из орудий и бронепоезда. Перед началом сражения, защитники вывезли из села стариков, женщин, детей и скот. На помощь к осажденным пришли части Чеченской Красной армии под командованием Асланбека Шерипова и ополченцы из соседних сёл и аулов.
Поражение в Алхан-Юртовском сражении ослабило позицию большевиков в Чечне.
В 1920 году в селе был организован первый комсомольский кружок.
15 января 1923 году Урус-Мартан посетила делегация из Москвы во главе с Председателем Президиума ЦИК СССР М. Калининым, для участие в съезде чеченского народа, в результате которого было провозглашено создание Чеченской автономной области.
25 августа 1925 года в Чечне началась операция по «разоружению населения и изъятию порочного и бандитского элемента», которая завершилась 12 сентября. Всего к участию в ней были привлечены около семи тысяч красноармейцев при 240 пулемётах и 24 орудиях с поддержкой двух авиационных отрядов и бронепоезда. В тактическом отношении войска, а также оперативные группы ГПУ, были разбиты на семь группировок, действовавших в заранее обозначенных районах. Специально для участия в операции был сформирован и Первый революционный боевой отряд Чеченской Области под командованием Джу Акаева. В ходе операции Урус-Мартан подвергался артобстрелу и авиаударам несколько суток. Властям сдались шейхи Солса-хаджи Яндаров и Билу-Хаджи Гайтаев. Яндаров вскоре был отпущен властями, а Гайтаев — расстрелян.
В 1929 году в Советский Союз взял курс на коллективизацию сельского хозяйства. Ужесточение политической ситуации в стране и обострение социальных отношений вызвали в 1928—1930 гг. серьёзное возмущение в национальных областях Северного Кавказа, которое вылилось в вооруженную борьбу. В ноябре 1929 году в Чечено-Ингушетии вспыхнуло крупное восстание, с очагами в Урус-Мартановском и Шалинском районе (в селениях Гойты, Шали, Беной, Цонтарой).
Восстание сопровождалось вооруженными столкновениями, убийством «особоуполномоченного по коллективизации и по борьбе с религиозными предрассудками» Богданова, который в своей речи обратился к местным жителям с требованием закрыть мечети. Данное восстание охватило весь Урус-Мартановский район, а в селение Гойты была взорвана школа где проводили заседание политработники и руководители района. В операции по подавлению восстания в целом приняло участие всего с частями ВОГПУ 1904 бойца при 75 станковых и легких пулеметах, 11 орудий и 7 самолётов. К 28 декабря 1928 году операция была завершена. В ходе операции было арестовано 450 человек, убито и ранено 60 человек, потери со стороны советских войск 43 человек, из них убито и умерло от ран — 21 человек.
В 1944 году после депортации чеченцев и ингушей и ликвидации Чечено-Ингушской АССР район был переименован в Красноармейский. После восстановления Чечено-Ингушской АССР указом Президиума Верховного Совета РСФСР от 10 апреля 1957 года району было возвращено прежнее название.

## Население
| 1939     | 1959     | 1970     | 1979     | 1989     | 2002     | 2010     |
| -------- | -------- | -------- | -------- | -------- | -------- | -------- |
| 41 569   | ↗41 797  | ↗67 346  | ↗74 312  | ↗85 087  | ↘61 181  | ↗120 585 |
| 2012     | 2013     | 2014     | 2015     | 2016     | 2017     | 2018     |
| ↗124 903 | ↗127 933 | ↗130 997 | ↗134 411 | ↗137 562 | ↗139 741 | ↗142 302 |
| 2019     | 2020     | 2021     | 2023     | 2024     |          |          |
| ↗144 708 | ↗159 518 | ↗166 070 | ↗168 791 | ↗171 261 |          |          |

### Урбанизация
Городское население (город Урус-Мартан) составляет 38.36 % от всего населения района.

### Национальный состав
Национальный состав населения района по данным Всероссийской переписи населения 2010 года:
| Народ                   | Численность, чел. | Доля от всего населения, % |
| ----------------------- | ----------------- | -------------------------- |
| чеченцы                 | 118 502           | 98,27 %                    |
| русские                 | 925               | 0,77 %                     |
| другие                  | 784               | 0,65 %                     |
| не указали / отказались | 374               | 0,31 %                     |
| всего                   | 120 585           | 100,00 %                   |

По итогам переписи населения 2020 года проживали следующие национальности (национальности менее 0,1 % и другое см. в сноске к строке «Другие»):
| Национальность | Численность, чел. | Доля     |
| -------------- | ----------------- | -------- |
| Чеченцы        | 164 254           | 98,91 %  |
| Русские        | 519               | 0,31 %   |
| Лезгины        | 233               | 0,14 %   |
| Другие         | 1064              | 0,64 %   |
| Итого          | 166 070           | 100,00 % |

## Муниципально-территориальное устройство
В Урус-Мартановский район входят 13 муниципальных образований, в том числе 1 городское поселение и 12 сельских поселений:
| № на карте | Муниципальное образование | Административный центр | Количество населённых пунктов | Население (чел.) | Площадь (км²) |
| ---------- | ------------------------- | ---------------------- | ----------------------------- | ---------------- | ------------- |
| 1e-06      | Городское поселение:      |                        |                               |                  |               |
| 1          | Урус-Мартановское         | город Урус-Мартан      | 1                             | ↗65 698          | 25,13         |
| 1.000002   | Сельские поселения:       |                        |                               |                  |               |
| 2          | Алхазуровское             | село Алхазурово        | 1                             | ↗6478            | 21,29         |
| 3          | Алхан-Юртовское           | село Алхан-Юрт         | 1                             | ↗14 504          | 37,51         |
| 4          | Гехинское                 | село Гехи              | 1                             | ↗15 772          | 43,18         |
| 5          | Гехи-Чуйское              | село Гехи-Чу           | 1                             | ↗2679            | 9,20          |
| 6          | Гойское                   | село Гойское           | 2                             | ↗3618            | 23,10         |
| 7          | Гойтинское                | село Гойты             | 1                             | ↗19 690          | 60,48         |
| 8          | Гой-Чуйское               | село Гой-Чу            | 1                             | ↗5559            | 20,33         |
| 9          | Мартан-Чуйское            | село Мартан-Чу         | 1                             | ↗7877            | 22,64         |
| 10         | Рошни-Чуйское             | село Рошни-Чу          | 1                             | ↗6026            | 4,48          |
| 11         | Старо-Атагинское          | село Старые Атаги      | 1                             | ↗14 602          | 84,99         |
| 12         | Танги-Чуйское             | село Танги-Чу          | 1                             | ↗3469            | 24,23         |
| 13         | Шалажинское               | село Шалажи            | 1                             | ↗5289            | 43,13         |

В середине 2019 году Парламентом Чеченской Республики принят Закона от 04 октября 2019 года N 41-РЗ «О преобразовании, изменении границ отдельных муниципальных образований Чеченской Республики и внесении изменений в некоторые законодательные акты Чеченской Республики», который вступил в силу с 1 января 2020 года.
Согласно данному закону в состав Урус-Мартановского района из состава Грозненского района вошло село Старые Атаги вместе со всей территорией Старо-Атагинского сельского поселения, а также отдельные поселения Галачожского района: Галанчож, Ялхарой, Пешхой, Чармахой, Хайбах.

## Населённые пункты
В Урус-Мартановском районе 14 населённых пунктов, в том числе один город и 13 сельских населённых пунктов.
| №  | Населённый пункт | Тип     | Население | Муниципальное образование |
| -- | ---------------- | ------- | --------- | ------------------------- |
| 1  | Урус-Мартан      | город   | ↗65 698   | Урус-Мартановское         |
| 2  | Алхазурово       | село    | ↗6478     | Алхазуровское             |
| 3  | Алхан-Юрт        | село    | ↗14 504   | Алхан-Юртовское           |
| 4  | Гехи             | село    | ↗15 772   | Гехинское                 |
| 5  | Гехи-Чу          | село    | ↗2679     | Гехи-Чуйское              |
| 6  | Гойское          | село    | ↘1943     | Гойское                   |
| 7  | Гойты            | село    | ↗19 690   | Гойтинское                |
| 8  | Гой-Чу           | село    | ↗5559     | Гой-Чуйское               |
| 9  | Мартан-Чу        | село    | ↗7877     | Мартан-Чуйское            |
| 10 | Мичурина         | посёлок | ↗335      | Гойское                   |
| 11 | Рошни-Чу         | село    | ↗6026     | Рошни-Чуйское             |
| 12 | Старые Атаги     | село    | ↗14 602   | Старо-Атагинское          |
| 13 | Танги-Чу         | село    | ↗3469     | Танги-Чуйское             |
| 14 | Шалажи           | село    | ↗5289     | Шалажинское               |

В конце 2022 года в районе было принято решение образовать новые (воссоздать) сёла Акка, Галанчож, Моцарха, Пешха, Хайбах, Хийлах, Чармах и Ялхорой.
31 октября 2023 года Законом Чеченской Республики был упразднён посёлок Краснопартизанский путём присоединения его к селу Алхан-Юрт.

## Общая карта
Легенда карты:
| Численность населения населённых пунктов: |                       |
|                                           | Более 20 000 жителей  |
|                                           | 10 000—15 000 жителей |
|                                           | 5000—10 000 жителей   |
|                                           | 1000—5000 жителей     |
|                                           | Воссоздаваемые        |

## Экономика
Основное направление Урус-Мартановского района — сельскохозяйственное (растениеводческое и плодово-овощное). Все хозяйства района многоотраслевые. Общее количество сельскохозяйственных предприятий, организаций, хозяйств на территории Урус-Мартановского муниципального района составляет 500 организаций. Структуру экономики Урус-Мартановского района на 2022 год образует 221 организаций, из них: 30,6 % — промышленные предприятия, 10,6 % — сельскохозяйственные предприятия, 39 % — организации оптово-розничной торговли, 19,8 % — прочие.

## Галерея

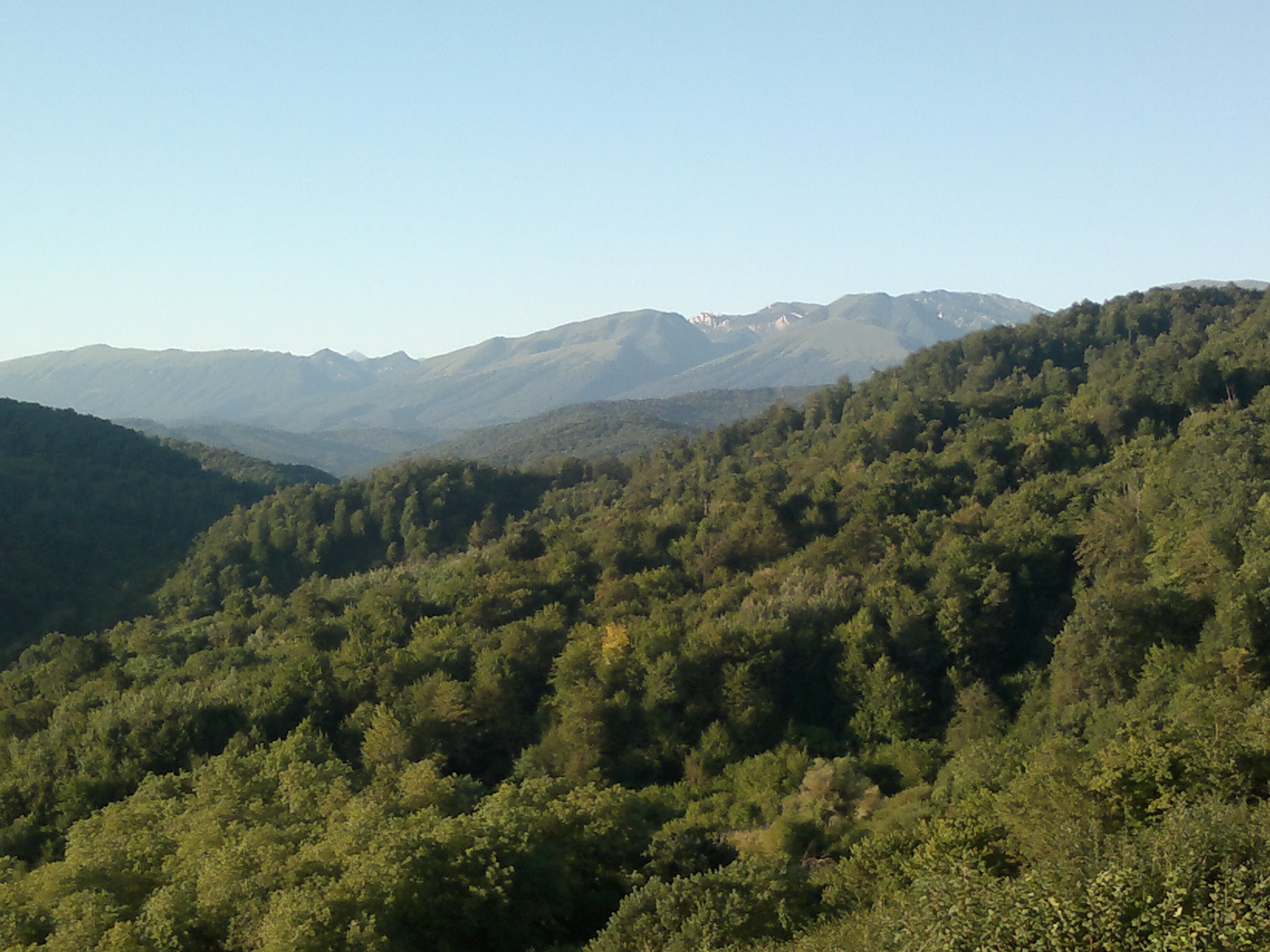
Лесистый хребет в Урус-Мартановском районе
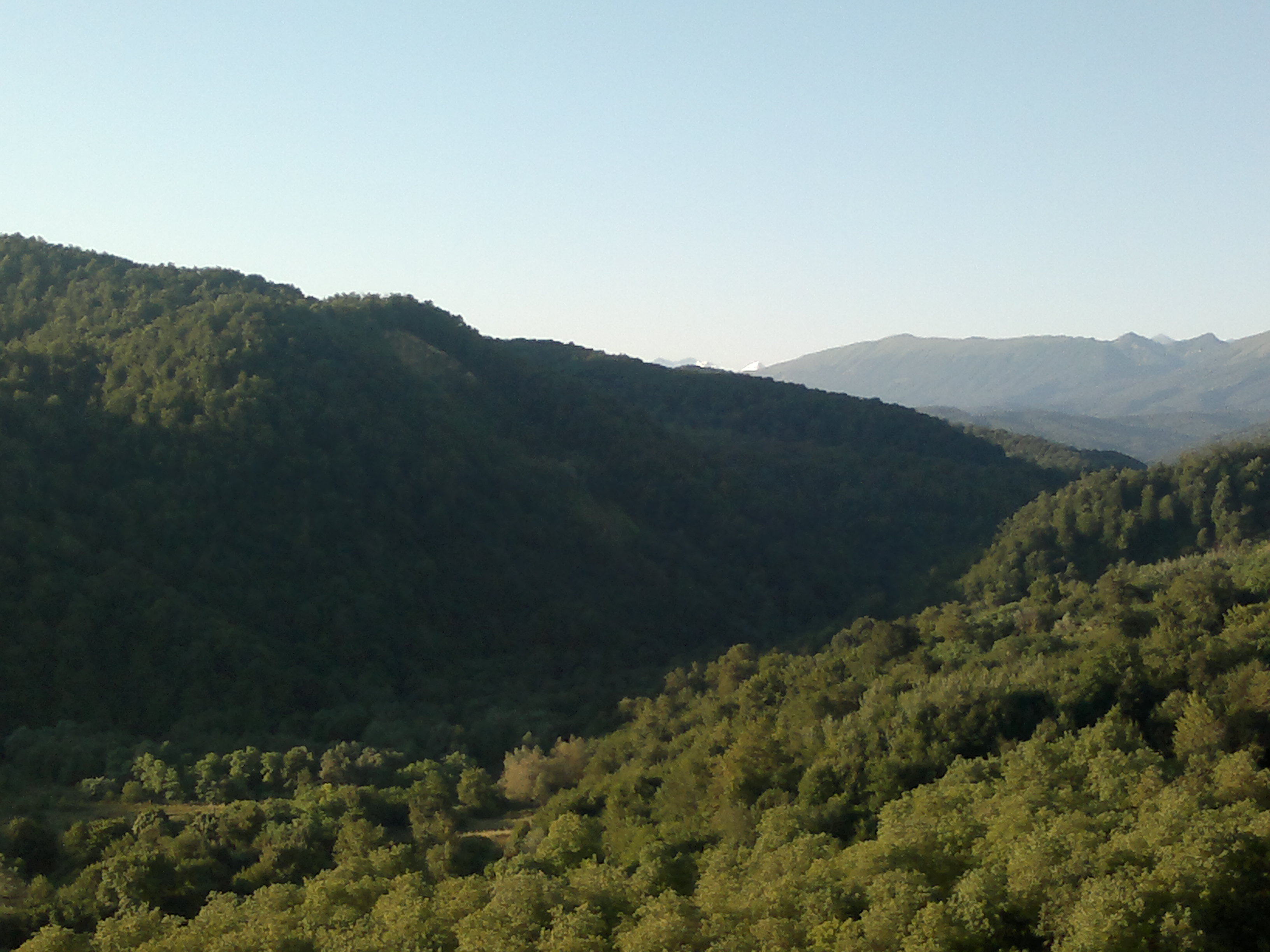
Лесистый хребет в Урус-Мартановском районе